# Школьное управление Района Пил
Шко́льное управле́ние Райо́на Пил (Peel District School Board, до 1999 носил название «Англоязычное общественное районное школьное управление № 19») — школьный округ, охватывающий учебно-педагогические заведения Района Пил в Центральном Онтарио, области в канадской провинции Онтарио. Управление обслуживает порядка 154 тысяч детей в диапазоне возрастов от детских садов до 12 класса средней школы в 230 учебно-воспитательных учреждениях.
В организациях и учреждениях Управления работают более 15 000 сотрудников на полную ставку; оно является крупнейшим работодателем в регионе Пил. Это второе по величине по числу сотрудников школьное управление в Канаде.

## История
В 1969 году 10 местных образовательных управлений объединились в образовательное управление  графства Пил. На момент возникновения управление обслуживало территорию с населением в четверть миллиона жителей (что составляет 20 процентов сегодняшнего населения), в 114 подведомственных ему школах с бюджетом в размере 41 миллиона канадских долларов тогда насчитывалось 50 000 учащихся, согласно годовому отчёту за 2009 год.
В 1973 году название было изменено на Образовательное управление Пила. Нынешнее название, Школьное управление Района Пил, было утверждено в 1998 году.
С 1 сентября 2006 года школьное управление объявило, что в среду 6 сентября 2006 года начнёт действовать новый веб-сайт на всех 25 языках, на которых говорят в Районе Пил, с целью помочь тем родителям, у которых родным языком не является английский.